# フジテレビ木曜8時枠の連続ドラマ
フジテレビ木曜8時枠の連続ドラマ（フジテレビもくようはちじわくのれんぞくドラマ）は、過去6期にわたってフジテレビ系列局が木曜20時台に編成していたテレビドラマ枠である。

## 概要
本枠編成以前と中断期間中にこの時間帯に編成された時代劇枠については、
2025年現在の時間帯は『街グルメをマジ探索!かまいまち』というバラエティ番組枠が放送されている。

## 放送作品リスト
▲マークのある作品は海外ドラマ。

### 第1期（1969年10月 - 1970年1月）
- 黄金のスパイ作戦▲ - この作品のみ20:00 - 21:26に放送。

### 第2期（1975年5月1日 - 1975年9月18日）
- 猿の惑星▲ - この作品のみ20:00 - 20:55に放送。

### 第3期（1979年10月18日 - 1982年3月25日）
- 手錠をかけろ! - この作品から20:00 - 20:54に放送。
- 大捜査線 → 大捜査線シリーズ 追跡
- 探偵同盟
- 愛のホットライン
- おあねえさん - 東海テレビ製作。

### 第4期（1986年10月16日 - 1993年9月16日）
- な・ま・い・き盛り
- あまえないでョ!
- キスより簡単
- 同級生は13歳
- おヒマなら来てよネ!
- ときめきざかり
- 熱っぽいの!
- オトコだろッ!
- 金太十番勝負!
- ヘイ!あがり一丁
- いまどき銀座物語ぼんぼん
- ゴメンドーかけます
- LUCKY・天使、都へ行く
- いつも誰かに恋してるッ
- 世にも奇妙な物語（第1期）
- いつか誰かと朝帰りッ
- 世にも奇妙な物語（第2期）
- 大人は判ってくれない
- 世にも奇妙な物語（第3期）
- ボクたちのドラマシリーズ（第1シーズン）
  - 放課後
  - その時、ハートは盗まれた
  - 白鳥麗子でございます!（松雪泰子主演版第1シリーズ）
  - お願いダーリン!
- if もしも

### 第5期（1994年4月28日 - 1994年9月1日）
- 17才-at seventeen-

### 第6期（1995年10月19日 - 1997年9月25日）
- 木曜の怪談
- 新 木曜の怪談
- 木曜の怪談 ファイナル
- 木曜の怪談'97